# 尤斯内莉斯·古斯曼
尤斯内莉斯·古斯曼·洛佩斯（西班牙語：Yusneylys Guzmán Lopez，1996年8月8日—），古巴女子摔跤运动员，2019年泛美运动会女子自由式50公斤级银牌得主、2023年泛美运动会女子自由式50公斤级金牌得主、2024年夏季奥林匹克运动会女子自由式50公斤级银牌得主。